# Coyaima (kommun)
Coyaima är en kommun i Colombia.   Den ligger i departementet Tolima, i den centrala delen av landet, 160 km sydväst om huvudstaden Bogotá. Antalet invånare är 28 056. Arean är 664 kvadratkilometer.
Terrängen i Coyaima är varierad.